# 常玉清
常玉清（1905年—1991年），曾用名常启发，河南商城人。中国人民解放军少将。
1929年，常玉清参加游击队，起任中国工农红军独立师排长、连长，红二十五军74师营政治委员，参加了鄂豫皖苏区历次反围剿战役。长征到达陕北后，参加直罗镇战役、东征、西征等。后任红十五军团75师223团政治委员、师政治委员。1937年2月入抗日军政大学学习。抗日战争爆发后，任八路军115师344旅687团副团长，参加平型关战斗。随后任344旅挺进纵队政治委员，率部参加开辟冀鲁豫抗日根据地。1939年起任冀鲁豫支队第2大队政治委员、第2纵队新编第2旅副旅长，新四军第3师8旅副旅长、苏北民兵指挥部指挥、盐阜军分区副司令员。
第二次国共战争时期，任华中野战军第10纵队副司令员、华东野战军第12纵队副司令员、苏北军区副司令员。先后参加苏中战役、涟水战役、盐城战役、益林战役、淮海战役等。1953年，任江苏军区（后为省军区）副司令员。1955年被授予少将军衔。曾获一级八一勋章、一级独立自由勋章、一级解放勋章。